# Fred Haché

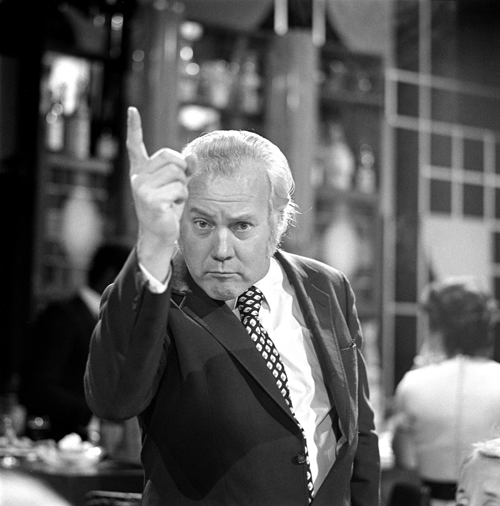
Harry Touw als Fred Haché in 1973.

Fred Haché was een televisiepersonage, gespeeld door de Haagse moppentapper Harry Touw (1924-1994).

## Biografie
Haché was in de jaren zeventig een als een louche zakenman neergezet centraal personage in een omstreden televisieprogramma van de VPRO, De Fred Haché Show, waarin hij samen met een assistent, Barend Servet en onder meer de dames RiMiCo, Gerrit Dekzeil en later ook Sjef van Oekel, een absurde humor bracht die nog nooit eerder op televisie vertoond was en zelfs onderwerp werd van Kamervragen.

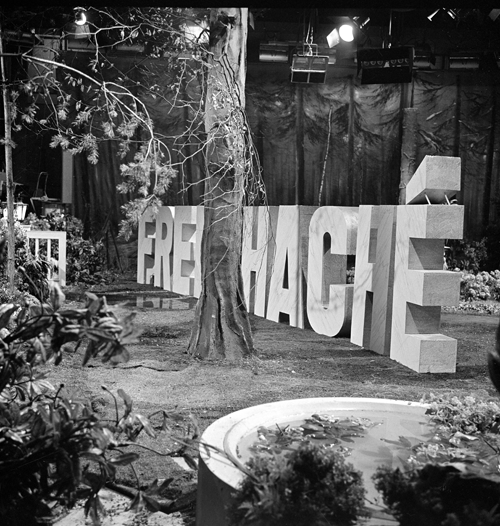
Decor

De programma's muntten uit door naakt, wc's, hondenpoep, vloeken e.d., kortom, alles wat ongepast was (¨niet mocht¨) en waaraan het meer behoudende grote publiek aanstoot nam, kwam errin voor. De programma's, waarin alle personages en teksten werden bedacht door schrijver-regisseur Wim T. Schippers, waren een duidelijk voorbeeld van de kentering die in Nederland in die jaren plaatsvond. Bekende uitspraken van de figuur Fred Haché (een gezette, keurig geklede maar snel aangebrande heer die in de showbusiness zijn geluk beproefde maar daarvoor niet erg in de wieg gelegd bleek) waren: "bal gehakt", "hel en verdoemenis", "prima de luxe" en "uilskuiken".
Zijn assistent Barend Servet (IJf Blokker) verzorgde de actualiteitenrubriek Achter het net.
Naast een aantal vaste acteurs uit de stal van Wim T. Schippers verleende ook een aantal bekende namen hun medewerking aan de shows zoals Ko van Dijk, Piet Hendriks, Henk van Ulsen en Kees Schilperoort.
In het tweede seizoen werd Barend Servet de hoofdfiguur in een tweede serie programma's (Barend is weer bezig). Harry Touw kwam daarin voor als het bijpersonage Otto Kolkvet en was de baas van een wasserij, maar later kwam hij weer terug als Fred Haché, inmiddels baas van een patat- en mayonaisefabriek. Voorts kwamen er nog een tweetal "nep" Fred Haché's in het programma voor.
In Van Oekel's Discohoek keerde Harry Touw als bijpersonage nog even terug als Fred Haché.